# Marcos Antonio García Nascimento
Marcos Antonio García Nascimento (* 21. Oktober 1979 in Franca), auch bekannt als Nasa, ist ein ehemaliger brasilianischer Fußballspieler.

## Karriere
Nasa begann seine Karriere bei CR Vasco da Gama und spielte unter anderem auch bei Mirassol FC. 1999 wechselte er zum japanischen Kyōto Purple Sanga. 2000 wechselte er zu Albirex Niigata. 2001 wechselte er zum mexikanischen Querétaro. Von 2003 bis 2005 war er außerdem noch bei den Vereinen Celaya FC und Huracanes de Colima unter Vertrag. 2005 wechselte er zum uruguayischen Rampla Juniors. In der Saison 2005/06 schoss er 12 Tore und wurde Dritter in der Torschützenliste der Liga. 2006 kehrte er zu Querétaro zurück. Danach spielte er beim uruguayischen Peñarol Montevideo, Defensor Sporting Club und CA Atenas (San Carlos).